# Holland-on-Sea

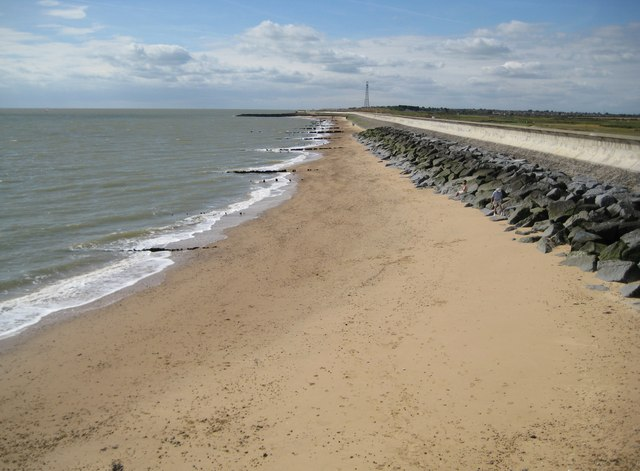
Strand bij Holland-on-Sea

Holland-on-Sea is een plaats in het Engelse graafschap Essex. De plaats ligt aangrenzend aan Clacton-on-Sea in het district Tendring. Holland-on-Sea is in bestuurlijk opzicht onderdeel van Clacton-on-Sea.

## Geschiedenis
Tot begin 20e eeuw stond de plaats bekend als Little Holland (in 1870-72 telde het dorp 88 inwoners), ter onderscheid van het aangrenzende dorp Great Holland. Tegenwoordig is het een badplaats met enkele toeristische faciliteiten zoals een hotel en pubs.
Tijdens de Tweede Wereldoorlog werd Holland-on-Sea versterkt tegen een eventuele Duitse invasie. Zo staat er een Martellotoren in de gemeente.

## Bekende (ex-)inwoners
- De zangeres Sade woonde in haar tienerjaren in Holland-on-Sea.